# Barczewo (stad)
Barczewo (Pools tot 1946: Wartembork, Duits: Wartenburg in Ostpreußen) is een stad in het Poolse woiwodschap Ermland-Mazurië, gelegen in de powiat Olsztyński. De oppervlakte bedraagt 4,58 km², het inwonertal 7427 (2005).

## Geschiedenis
Rond 1325 liet de bisschop van Ermland in Wartenburg een kasteel stichten. Tijdens de eerste oorlog met Litouwen werd de nabije nederzetting Oud-Wartenburg door hen in het jaar 1354 verwoest. Tien jaar later was de plaats weer opgebouwd en kreeg het van de bisschop Johann II Stryprock stadsrechten naar Kulmer recht. Ook de kerk was weer opgebouwd.
Het Franciscanerklooster vlak bij de stad werd in 1380 gesticht. Toen die na de reformatie leeg kwam te staan, werd het in 1597 aan de Bernhardinen overgegeven. In 1810 werd dit klooster opgeheven, kwam in 1830 aan de staat en werd sinds 1834 als gevangenis in gebruik genomen. De eerste gevangenen werden al in 1812 hier gevangen gezet. Erich Koch, de voormalige nazi-leider van Oost-Pruisen zat hier van 1965 tot 1986 gevangen.
In 1594 brandden grote delen van het kasteel af, maar werd daarna weer opgebouwd.
Aansluiting op het spoorwegennet kreeg de stad in 1872 met de totstandkoming van de lijn Thorn–Insterburg. Het station van Wartenburg lag door de heuvels noodgedwongen circa drie kilometer noordelijk in Reuschhagen. In deze plaats bevindt zich nu Station Barczewo.
In het begin van de 20e eeuw had Wartenburg een evangelische kerk, twee katholieke kerken, een synagoge, een kantongerecht en verschillende bedrijven. De synagoge overleefde de brandstichtingen door de nazi's van november 1938 onbeschadigd.
Op grond van het Verdrag van Versailles kort na de Eerste Wereldoorlog stemde de bevolking in de regio Allenstein, waartoe Wartenburg hoorde, op 11 juli 1920 over bij welk land men wilde horen. Bij Oost-Pruisen (en daarmee bij Duitsland) of bij Polen. In Wartenburg stemden 3.020 inwoners voor het blijven bij Oost-Pruisen en voor Polen stemden 140 inwoners.
Voor 1945 behoorde deze stad dus tot het Duitse Rijk en daarvoor tot het Koninkrijk Pruisen. Na de Tweede Wereldoorlog werd het dorpje onder Pools bestuur geplaatst en omgedoopt tot "Barczewo". De Duitse bevolking werd verdreven en vervangen door Polen, conform de naoorlogse Conferentie van Potsdam. Barczewo is tevens de geboortestad van de Poolse componist Feliks Nowowiejski (1877-1946). Zijn geboortehuis is thans een aan hem gewijd museum.